# Maximiliane Häcke
Maximiliane „Maxi“ Häcke (* 17. Dezember 1988 in Köln) ist eine deutsche Synchronsprecherin sowie Sprecherin von Hörspielen und Hörbüchern.

## Leben
Häcke synchronisierte und schauspielerte bereits mit zehn Jahren. Sie sprach in Mullewapp und Siebenstein und leiht dem Kikaninchen im Vorschulprogramm des KiKAs sowie der Prinzessin Lillifee in bisher 26 Folgen ihre Stimme. 2013 synchronisierte sie die französischen Jungschauspielerinnen Marine Vacth (Jung & Schön) und Adèle Exarchopoulos (Blau ist eine warme Farbe).
2014 war sie im Grusel-Hörspiel Die Kreatur nach einer Vorlage von Robert E. Howard in einer Nebenrolle als Marjory Ash zu hören. Seitdem gehört sie zum wiederkehrenden Ensemble von Titania Medien und übernahm nachfolgend diverse Rollen in deren Hörspielserien Gruselkabinett und Sherlock Holmes.
Seit 2016 produziert und publiziert Häcke mit ihrer Freundin und Kollegin Alice Hasters den Podcast Feuer & Brot sowie seit der zweiten Staffel 2023 mit Bürger Lars Dietrich den Podcast Rekorder – Das Hörspielmagazin.

## Filmografie (Auswahl)

### Serien
- 2002:	Nick & Perry als Lucy
- 2005:	Solty Rei als Solty Revant (Momoko Saitô)
- 2006:	Atomic Betty als Paloma
- 2010:	Siebenstein als Schildkröte Lucy
- 2010:	Spongebob als Girlyfish
- 2011:	Käpt’n Blaubär als Rosa Bärchen
- 2011:	Prinzessin Lillifee als Lillifee
- seit 2012: KiKANiNCHEN
- 2014–2023: Die Goldbergs als Erica Goldberg (Hayley Orrantia)
- seit 2018: Made in Abyss als Nanachi (Shiori Izawa)
- 2018–2020: Find me in Paris als Ines Lebreton (Eubha Akilade)
- 2018–2020: Star Wars Resistance als Torra Doza (Myrna Velasco)
- 2022: Élite als Jess

### Filme
- 2009:	Princess Lillifee als Lillifee (engl. OV)
- 2011: Children Who Chase Lost Voices als Asuna Watase (Hisako Kanemoto)
- 2013: Blau ist eine warme Farbe als Adèle (Adèle Exarchopoulos)
- 2016: Deadpool als Ellie Phimister/Negasonic Teenage Warhead (Brianna Hildebrand)
- 2016–2024 Sing als Meena (Tori Kelly) (3 Episoden)
- 2017: Pirates of the Caribbean: Salazars Rache als Carina Smith (Kaya Scodelario)
- 2018: Black Panther als Shuri (Letitia Wright)
- 2018: Deadpool 2 als Ellie Phimister/Negasonic Teenage Warhead (Brianna Hildebrand)
- 2018: Avengers: Infinity War als Shuri (Letitia Wright)
- 2018: Ocean’s 8 als Nine Ball (Rihanna)
- 2019: Avengers: Endgame als Shuri (Letitia Wright)
- 2022: Black Panther: Wakanda Forever als Shuri/Black Panther  (Letitia Wright)

## Computerspiele, Hörbücher & Hörspiele
- 2001–2008:	Diddl von Thomas Goletz (als Pimboli)
- 2007:	Avatar – Der Herr der Elemente als Aang (PC-Spiel)
- 2015: Aquamarin von Andreas Eschbach (Hörbuch, Lübbe Audio)
- 2017–2020: Foster von Oliver Döring (Hörspielserie, seit Folge 10 in der Rolle der russischen Agentin Dunja Ivanowa)[5]
- 2021 & 2022: Neil Gaiman & Dirk Maggs: The Sandman (Audible-Hörspiel), Rolle: Death

## Musik
- 2014: Traumstadt, Juse Ju feat Maxi Häcke[6]

## Diskografie
- 2012: Kikaninchen, Jule & Christian – wir tanzen, spielen, singen Lieder! (mit Julia Becker und Christian Bahrmann), Universal Music Entertainment, Berlin

## Hörbücher (Auswahl)
- 2019: Vanessa Walder: Die Unausstehlichen & ich – Das Leben ist ein Rechenfehler, der Hörverlag, ISBN 978-3-8445-3590-7
- 2020: Karen M. McManus: The Cousins (Hörbuch-Download, gemeinsam mit Antje von der Ahe, Nicolás Artajo & Anja Stadlober), der Hörverlag, ISBN 978-3-8445-4091-8
- 2021: Philipp Steffan: Sag was! Radikal höflich gegen Rechtspopulismus argumentieren (gemeinsam mit Alice Hasters), Oetinger Audio, ISBN 978-3-8373-9004-9
- 2021: Wendy Walker: Herzschlag der Angst (gemeinsam mit Anne Moll), der Audio Verlag, ISBN 978-3-7424-2051-0
- 2022: Marianne Cronin: Die hundert Jahre von Lenni und Margot (gemeinsam mit Frauke Poolman), der Hörverlag, ISBN 978-3-8445-4264-6 (Hörbuch-Download)
- 2023: Hayley Scrivenor: Dinge, die wir brennen sahen, Lübbe Audio, ISBN 978-3-7540-0753-2
- 2024: Caroline Wahl: Windstärke 17, DUMONT Audiobook, ISBN 978-3-7558-1501-3[7]
- 2025: Titus Müller: Die Dolmetscherin, Random House Audio, ISBN 978-3-7599-0133-0 (Hörbuch-Download)